# Dimitrios Kiousopoulos
Dimitrios Kiousopoulos (Griechisch: Δημήτριος Κιουσόπουλος) (* 1892 in Andritsaina (Elis); † 20. Januar 1977 in Athen) war ein griechischer Politiker und ehemaliger Ministerpräsident.

## Studium und Laufbahn als Jurist
Kiousopoulos absolvierte ein Studium der Rechtswissenschaften an der Universität Athen. 1917 begann er seine berufliche Laufbahn als Assessor und stieg schließlich 1939 zum Staatsanwalt am Obersten Gericht (Areopag) auf. Während der Nürnberger Prozesse wegen der Kriegsverbrechen des Dritten Reiches war er 1945 als Vertreter Griechenlands Stellvertretender Ankläger. Von 1950 bis 1961 war er schließlich als Öffentlicher Ankläger am Obersten Gericht tätig.

## Politische Laufbahn
Nach der Wahl vom 9. September 1951 war er für kurze Zeit bis zum 1. November 1951 Innenminister im dritten Kabinett von Sophoklis Venizelos.
Als Nachfolger von Nikolaos Plastiras wurde er am 11. Oktober 1952 Ministerpräsident einer Übergangsregierung. Als solcher war er im Wesentlichen für die Vorbereitung der Wahlen zur Nationalversammlung (Voulí ton Ellínon) vom 16. November verantwortlich, die Feldmarschall Alexandros Papagos an die Macht brachte. An diesen übergab er am 19. November 1952 das Amt des Ministerpräsidenten.

## Biographische Quellen und Hintergrundinformationen
- Griechische Biographie

| Vorgänger          | Amt                                   | Nachfolger         |
| ------------------ | ------------------------------------- | ------------------ |
| Nikolaos Plastiras | Premierminister von Griechenland 1952 | Alexandros Papagos |

| Personendaten    | Personendaten                                |
| ---------------- | -------------------------------------------- |
| NAME             | Kiousopoulos, Dimitrios                      |
| ALTERNATIVNAMEN  | Κιουσόπουλος, Δημήτριος (griechisch)         |
| KURZBESCHREIBUNG | griechischer Politiker und Ministerpräsident |
| GEBURTSDATUM     | 1892                                         |
| GEBURTSORT       | Andritsaina, Elis                            |
| STERBEDATUM      | 20. Januar 1977                              |
| STERBEORT        | Athen                                        |